# كيندا (فلم)
كيندا (بالإنجليزية: Kenda) فيلم الجريمة والإثارة باللغة الكنادية، تم إنتاجه عام 2024، من كتابة وإخراج «سهاديف كلفادي». قام بإنتاجه «سهاديف كلفادي» و«روبا راو»، وتم إنتاجه أيضًا بالاشتراك مع شركة "KillJoy Films"، وهي إنتاج مشترك هندي-ألماني.
الفيلم بطولة كلاً من «بي في بهارات»، «براناف سريندار»، «فينود سوشيلا»، «ساتيش كومار»، «جوبالكريشنا ديشباندي»، «ساشين سريناث»، «بيندو راكشيدي» و«شاراث جاودا» في الأدوار الرئيسية.

## القصة
يتناول فيلم "كيندا" جريمة عبثية وسخرية سياسية حول الشباب المحبط في بنغالور. يركز الفيلم على شاب يعمل في مسبك في مدينة مزدحمة. يصور الفيلم بجرأة كيف يهدد تدهور آلية الدولة الاستقرار الاجتماعي والانسجام. يستكشف الفيلم الجريمة المنظمة من خلال عيون رجال العصابات من الطبقة المُتَدَنِّيَةُ الذين يحملون أحلامًا كبيرة. يأخذنا البطل في رحلة عبر شبكة من الجريمة والسياسة بينما يكافح لفهم رغباته العميقة والمظلمة.

## طاقم العمل
- بي في بهارات
- براناف سريندار
- فينود سوشيلا
- ساتيش كومار
- جوبالكريشنا ديشباندي
- ساشين سريناث
- بيندو راكشيدي
- شاراث جاودا
- ساتيش كومار
- أرتشانا شيام
- برثفي بانواسي
- ديبتي ناجيندرا
- رام مانجوناث
- بيميا جوتيدار
- جانجدار هارسوركار
- نافين سانهالي
- أوم ك
- سومشيكار
- ريخا كودليجي
- بربهاكار جوشي

## روابط خارجية
- كيندا  في قاعدة بيانات الأفلام على الإنترنت (بالإنجليزية)